# Titokzatos sziget
A Titokzatos sziget Csontváry Kosztka Tivadar 1903 körül készült festménye, ami 2021 decemberében a Virág Judit Galéria és Aukciósház árverésén 460 millió forintos rekordösszegért kelt el.

## Leírás
A festmény alkotója életművének egyik legtalányosabb darabja, jelentését a szakirodalom máig sem tudta megfejteni. 
Csontváry Kosztka Tivadar Pierre Puvis de Chavannes, Henri Rousseau vagy éppen Paul Gauguin mellett az egyike a 19. század második felében élt festőóriásoknak, akik drámai módon ábrázolták a régi európai civilizáció hanyatlását és egy modern kor születését. 
Csontváry ezekhez a pályatársaihoz hasonlóan nem fogadta el korának korlátait, mítoszteremtővé vált, új, transzcendentális világkép megalkotásán munkálkodott. Törekvéseit azonban kora nem értette meg, de ő meggyőződéssel és hittel folytatta saját, ma is meghökkentő alkotói programját.
Ez a mű közel hetven évig lappangott, nem szerepelt kiállításon. 1977-ben a Bizományi Áruház Vállalat 42. árverésén bukkant fel, de aztán ismét a feledés homályába merült. Végül a kép a Kovács Gábor műgyűjtő kollekciójába került, melynek köszönhetően több alkalommal kiállításon is bemutatták. 
Ez az alkotás kitűnően példázza, hogy Csontváry Kosztka Tivadar saját, átmeneti jellegű korának szülötteként sok szempontból a régi világ értékrendjébe kapaszkodott, sok tekintetből viszont fogékony volt a modern művészet újításaira. Életműve mind tematikai, mind formai aspektusból egyaránt áthallásokkal telített, izgalmas, érdekfeszítő és talányos. Közel áll hozzá a szimbolizmus miszticizmusa, a posztimpresszionizmus színelmélete, a kubizmus térszemlélete. A régi hagyományok és a modern világkép elegye hozza létre sajátos stílusát.

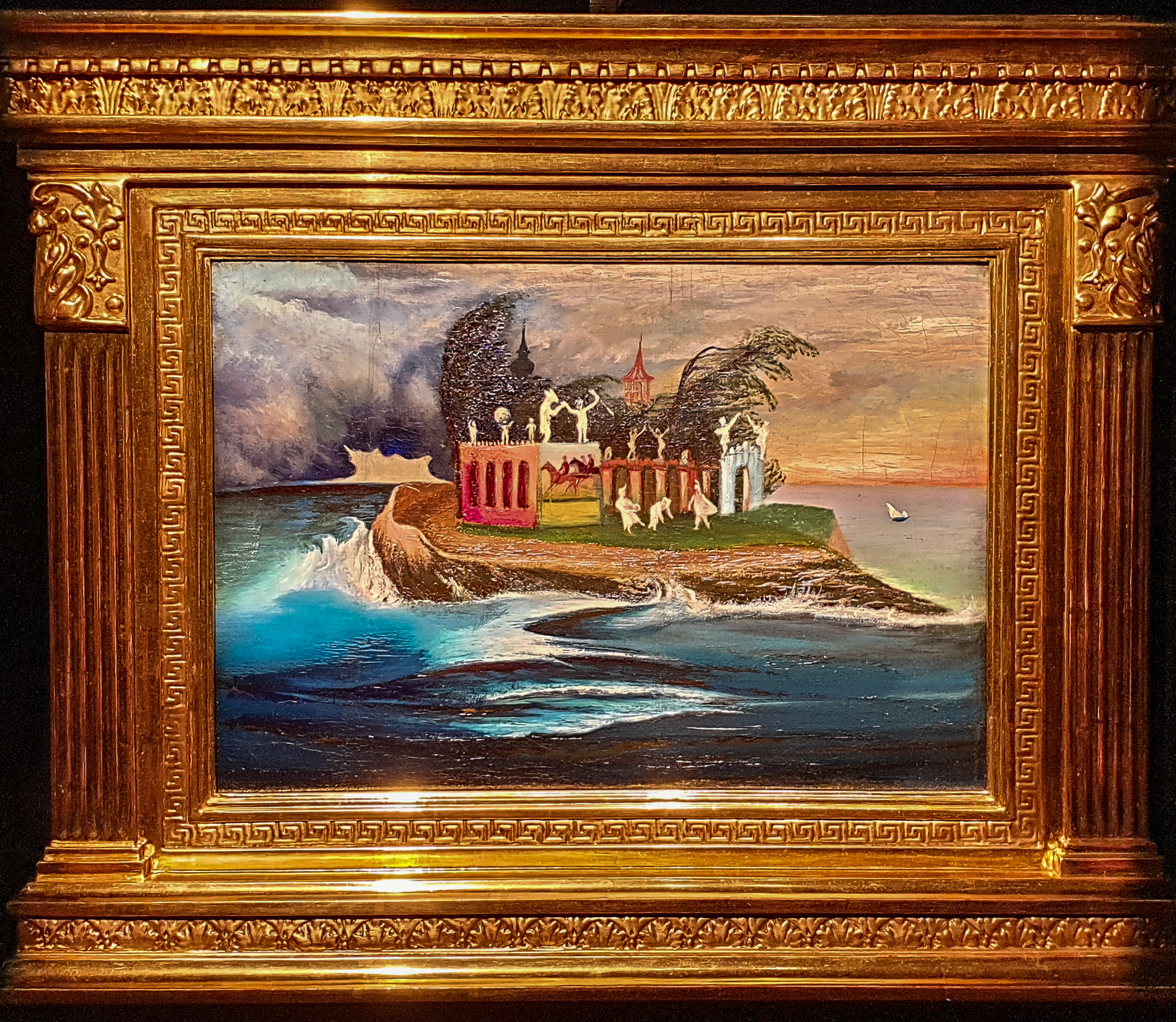
Csontváry Titokzatos sziget című alkotása az árverési kiállításon, keretben